# La Cisterna (estación)
La Cisterna es una estación de combinación ferroviaria que forma parte de las líneas 2 y 4A del Metro de Santiago de Chile, siendo estación terminal de la segunda de ellas. Se encuentra subterránea en la Línea 2 y en trinchera en la Línea 4A siendo antecedida por la estación El Parrón, para la primera, y por la estación San Ramón, en la segunda. Se ubica en el nudo vial del paradero 25 de Gran Avenida y la Circunvalación Américo Vespucio, en la comuna de La Cisterna.
La estación se encontró cerrada desde el 18 de octubre de 2019, debido a los daños ocurridos en la red del metro durante la serie de protestas por el alza de la tarifa. La detención de la línea 2 fue reabierta el 25 de octubre, mientras que la estación de la línea 4A fue reabierta el 25 de noviembre. Hasta el 27 de noviembre de 2023 fue la estación terminal de la Línea 2.

## Características y entorno

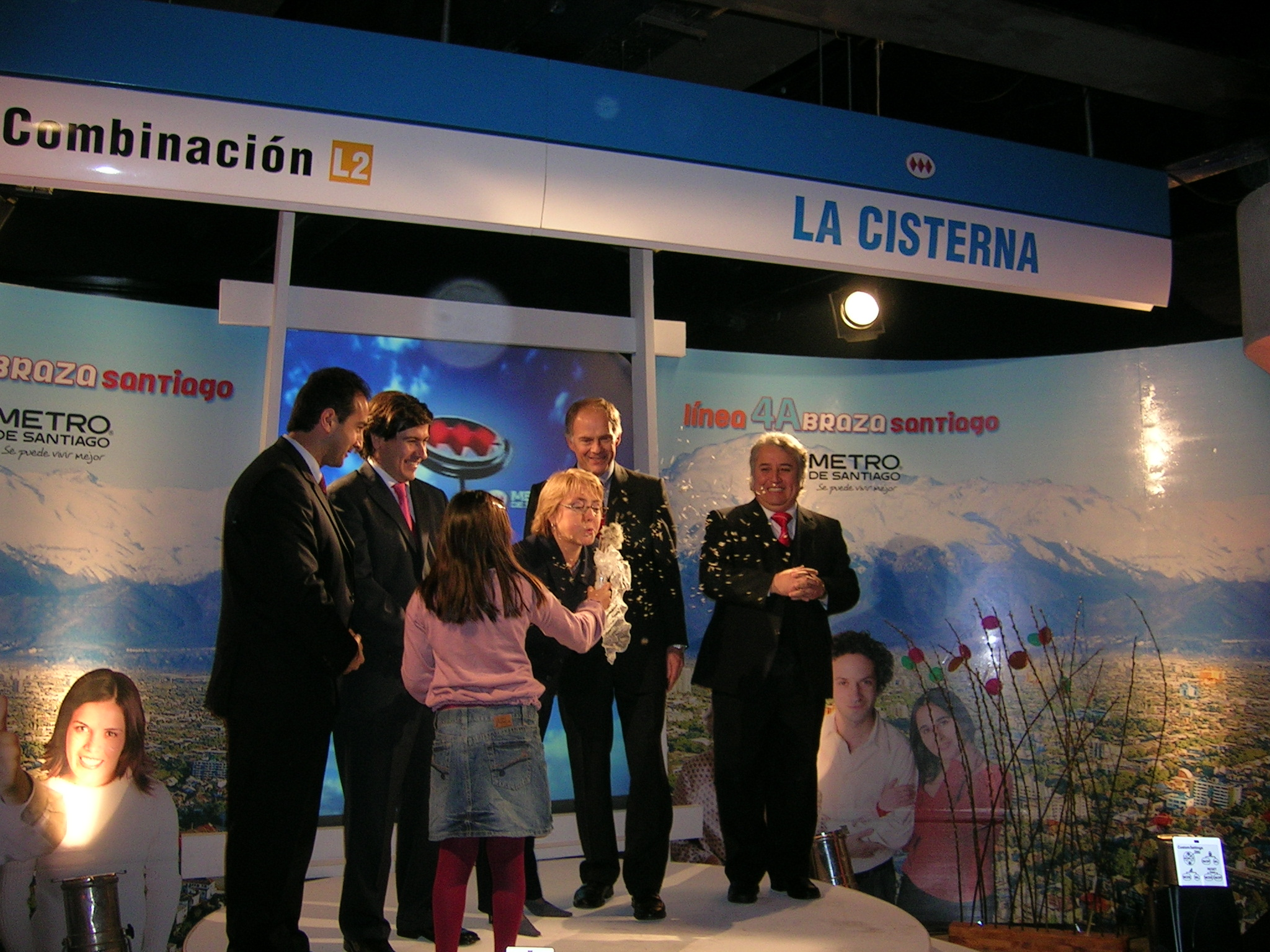
Inauguración de la Línea 4A en la estación La Cisterna (2006).

La estación de la línea 2 fue inaugurada dentro del primer plan de extensiones generales del Metro de Santiago como parte de Transantiago. La estación La Cisterna tiene una función fundamental ya que se convirtió en lugar de intercambio modal La Cisterna, conectando las comunas del sector sur de la capital con la Red de Metro.
La estación tiene un flujo de pasajeros alto, proveniente principalmente de las comunas del sur de Santiago ubicándose en una zona comercial, residencial y estudiantil (dada su cercanía al Liceo Salesiano Manuel Arriarán Barros - Salesianos La Cisterna). En sus alrededores está la Ilustre Municipalidad de La Cisterna, el consultorio Eduardo Frei Montalva y varios colegios. Sobre ella se inauguró la autopista Vespucio Sur.
En el trayecto de la línea 4A entre esta estación y San Ramón se encuentra en la estación fantasma Echeverría que cuenta con andenes y una pasarela peatonal sobre Vespucio.

### Accesos
| Acceso | Intersección                          |
| ------ | ------------------------------------- |
| A      | Gran Avenida con Carlos Biaut         |
| B      | Av. Américo Vespucio con Gran Avenida |
| C      | Gran Avenida con Av. Américo Vespucio |
| D      | Gran Avenida con Av. Ossa             |
| E      | Intermodal La Cisterna                |
| F      | Gran Avenida con Fernando Rojas Wolff |
| G      | Gran Avenida con Av. Américo Vespucio |

## Origen etimológico
En 1908 se inauguró el ferrocarril eléctrico que unía el barrio Franklin de Santiago con la ciudad de San Bernardo. Las diferentes estaciones ubicadas a lo largo de la línea respetaron el nombre de los pequeños poblados de los sectores cercanos. 
Así, la estación ubicada en el actual paradero 25 de la Gran Avenida fue llamada "La Cisterna", basado en el nombre del fundo ubicado en esa zona. Con el tiempo este nombre derivó al actual nombre que recibe la comuna ubicada en los alrededores.
En su pictograma no utilizado, la estación era representada por una cisterna de estilo antiguo.

## Galería

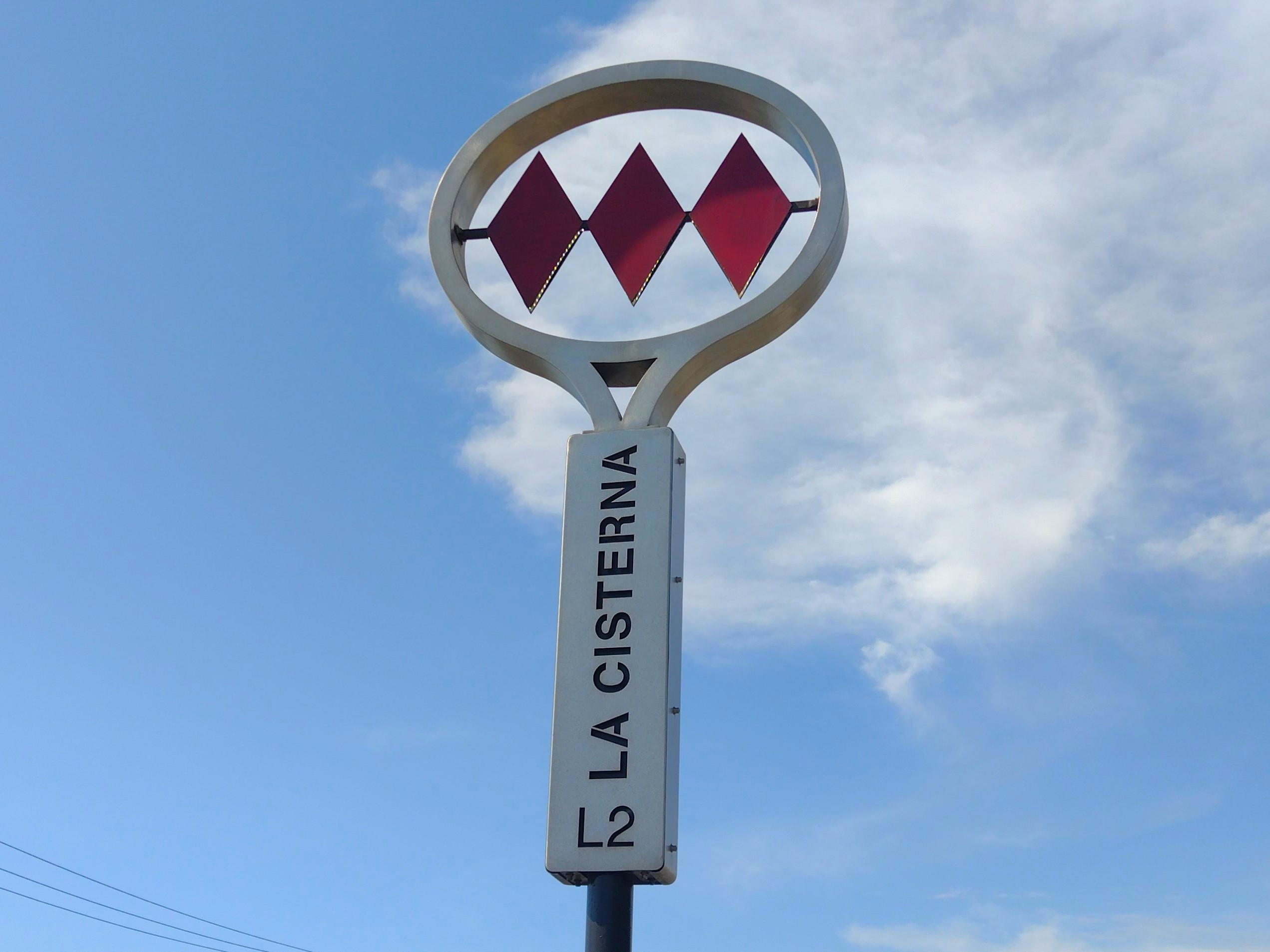
Letrero en el acceso a la estación.
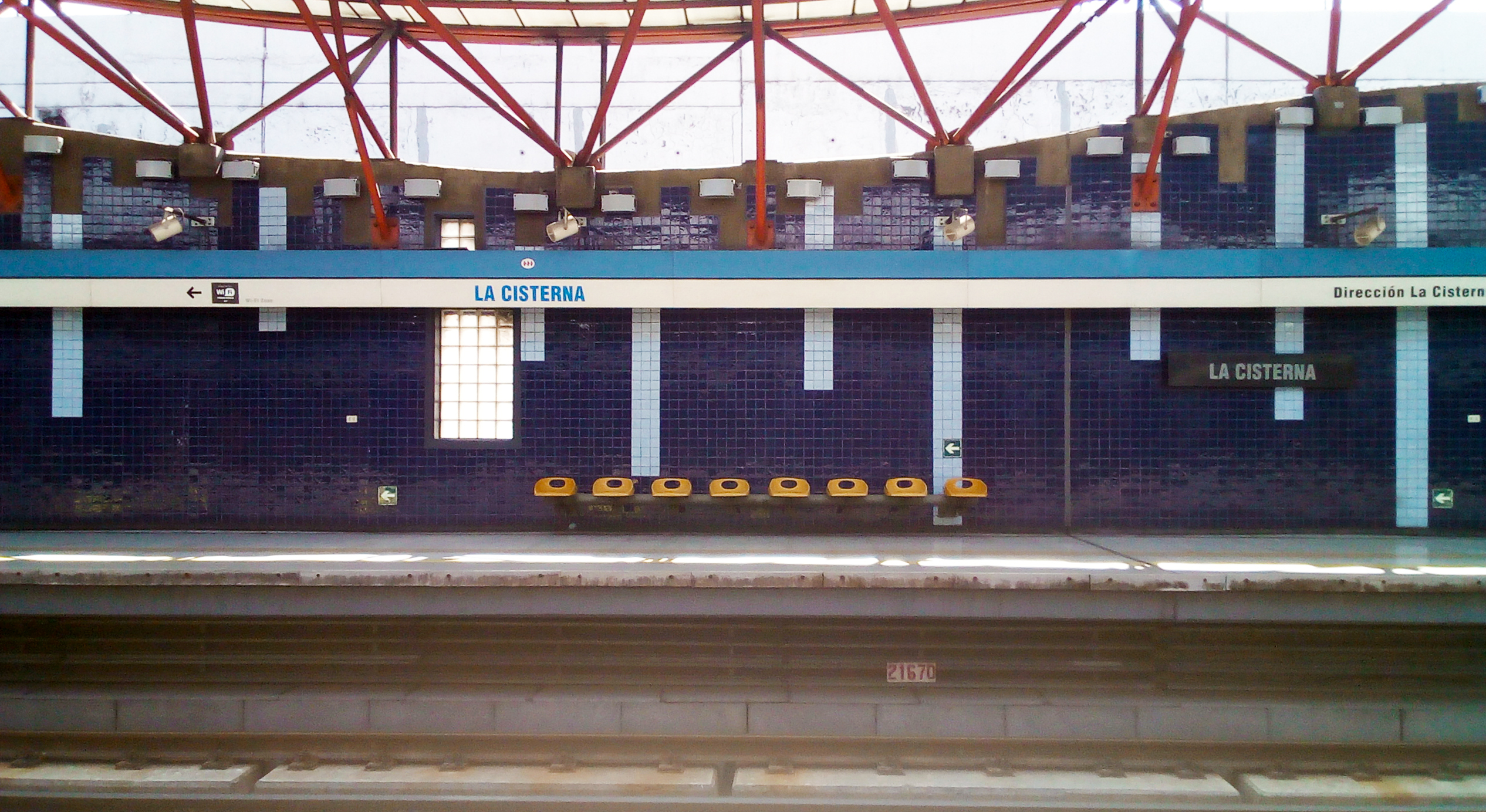
Andén correspondiente a la Línea 4A.
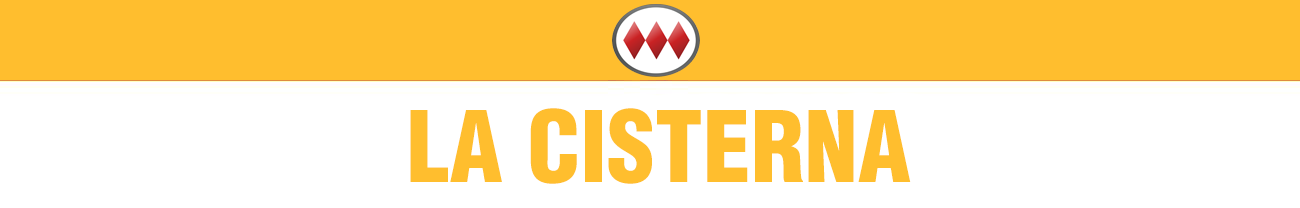
Cenefa utilizada en los andenes de la Línea 2.
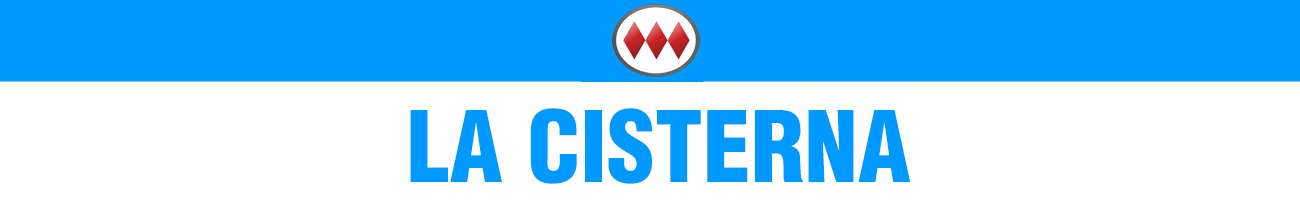
Cenefa utilizada en los andenes de la Línea 4A.
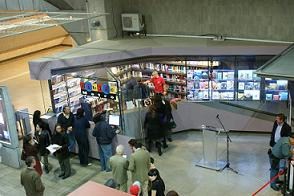
Bibliometro ubicado en la estación.
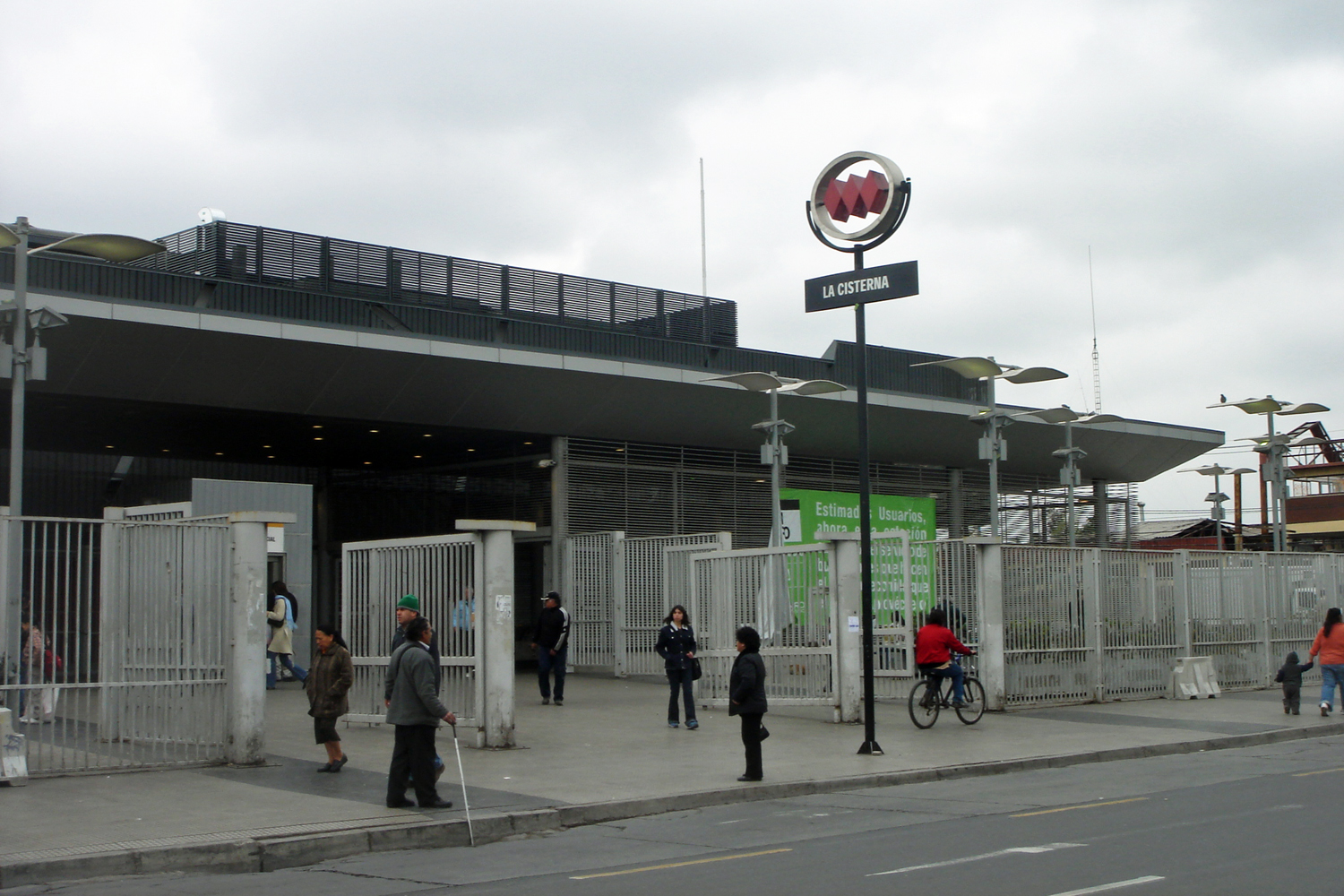
Exterior de la estación La Cisterna en Línea 2.

## Conexión con Red Metropolitana de Movilidad
Independiente de la Estación Intermodal La Cisterna, la estación posee 12 paraderos de Red (sin la existencia del paradero 7) en sus alrededores, los cuales corresponden a:
| Paradero/ Código                       | Recorridos |
| -------------------------------------- | --- |
| Parada 1 / Metro La Cisterna (PG1584)  | E05 (Metro Bellavista de La Florida) - G18 (Metro Lo Ovalle) |
| Parada 2 / Metro La Cisterna (PG388)   | 301 (Juan Antonio Ríos) - G18 (Metro Lo Ovalle) |
| Parada 3 / Metro La Cisterna (PG203)   | 118 (Maipú) - 211 (Nos) - 262n (Villa España) - 229 (Metro La Moneda) - 302 (Metro Santa Ana) - 302n (Alameda) |
| Parada 4 / Metro La Cisterna (PG212)   | 118 (La Florida) - 211 (La Florida) - 219e (Ciudad Empresarial) - 229 (San Ramón) - 262n (Metro Macul) - 302 (La Pintana) - 302e (San Ramón) - 302n (La Pintana) - E05 (Fin de recorrido) |
| Parada 5 / Metro La Cisterna (PG1573)  | 211 (La Florida) - 228 (Fin del recorrido) - 262n (Metro Macul) - 301 (Juan Antonio Ríos) - 301c (Fin del recorrido) - 428 (Fin del recorrido) - 428e (Fin del recorrido) - F05 (Fin del recorrido) - F06 (Fin del recorrido) - F20 (Fin del recorrido) - G04 (Fin del recorrido) - G05 (Fin del recorrido) - G08 (Fin del recorrido) - G08v (Fin del recorrido) - G12 (Metro Lo Ovalle) - G13 (Fin del recorrido) - G15 (Fin del recorrido) - G16 (Fin del recorrido) - G22 (Fin del recorrido) - G34 (Fin del recorrido) |
| Parada 6 / Metro La Cisterna (PG204)   | 211 (Nos) - 262n (Villa España) - 228 (Angelmó) - 301 (Angelmó) - 428 (Quilicura) - 428c (ENEA) - 428e (Metro Los Libertadores) - F05 (Pie Andino) - F06 (Pie Andino) - F20 (Pie Andino) - G04 (Santo Tomás) - G05 (El Castillo) - G08 (Población La Selva) - G08v (Nos) - G13 (El Castillo) - G15 (Santo Tomás) - G16 (El Castillo) - G18 (Santo Tomas) - G22 (Villa España) - G34 (La Vara) |
| Parada 8 / Metro La Cisterna (PG61)    | 201 (Mall Plaza Norte) - 223 (Santiago) - 264n (Pedro Fontova) - 271 (Santiago) - 301 (Juan Antonio Ríos) - G18 (Metro Lo Ovalle) |
| Parada 9 / Metro La Cisterna (PG8)     | 201 (San Bernardo) - 223 (Lo Espejo) - 264n (Santo Tomás) - 271 (San Bernardo) - G18 (Santo Tomás) |
| Parada 10 / Metro La Cisterna (PG264)  | 118 (La Florida) - 120 (Fin del recorrido) - 302 (La Pintana) - 302n (La Pintana) - G12 (Av. Lo Espejo) |
| Parada 11 / Metro La Cisterna (PG406)  | 118 (Maipú) - 120 (Renca) - 302 (Metro Santa Ana) - 302n (Alameda) |
| Parada 12 / Metro La Cisterna (PG342)  | 301 (Angelmó) |
| Parada 13 / Metro La Cisterna (PG1586) | E05 (Metro La Cisterna) - G18 (Santo Tomás) |